# مجموعة (الشبكات الاجتماعية في الإنترنت)

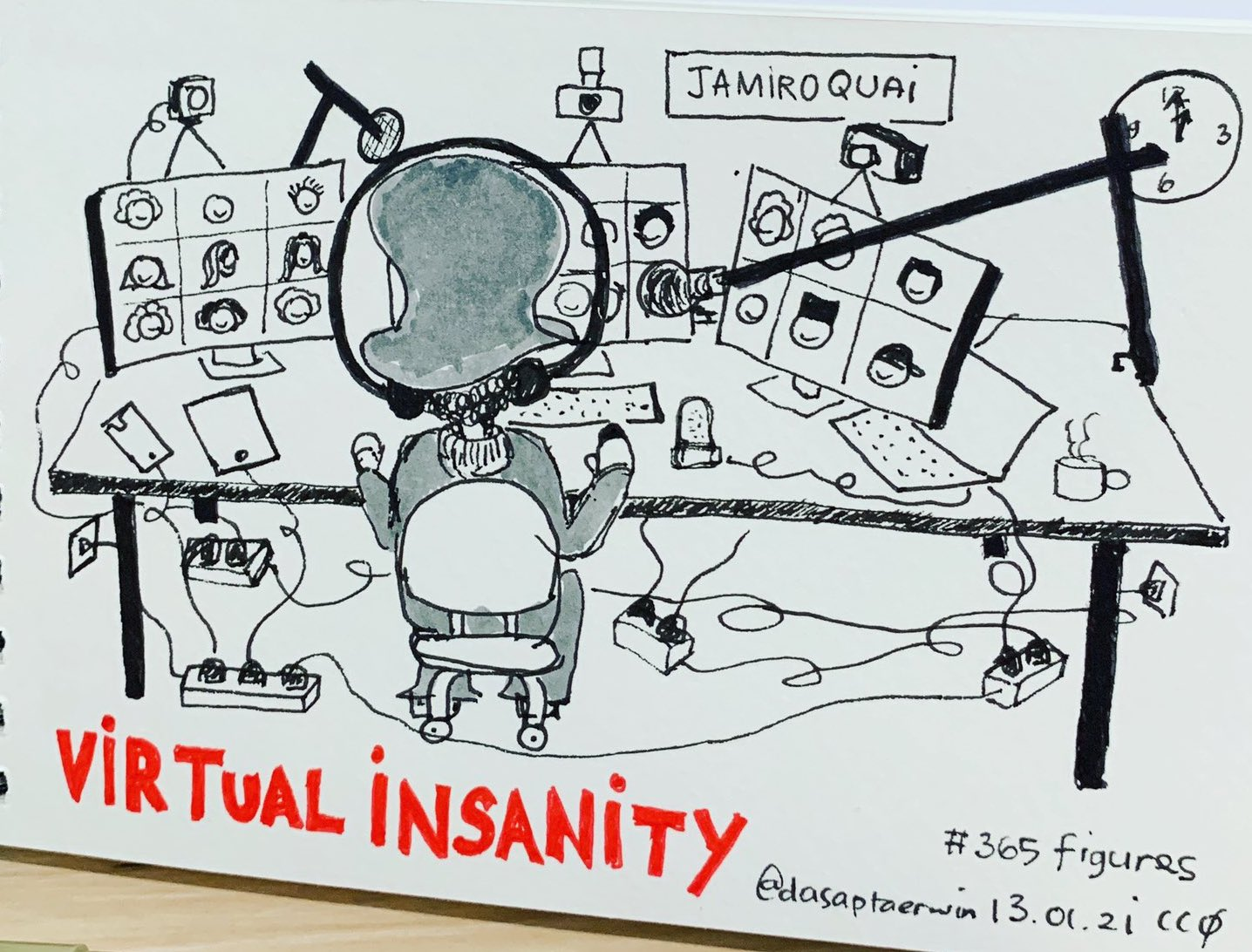
نتج عن ظهور شبكة الويب العالمية توسع في أنواع طرق الاتصال على الإنترنت

تُعد المجموعة (التي تُسمى في كثير من الأحيان بالمجتمع أو المجموعة الإلكترونية أو النادي) (بالإنجليزية: community, e-group or club)‏ ميزة في العديد من خدمات الشبكات الاجتماعية التي تتيح للمستخدمين إنشاء منتديات خاصة باهتماماتهم وتخصصاتهم، في إطار المجتمعات الافتراضية.
وتشكل المجموعات، التي يمكن أن تسمح بالوصول المفتوح أو المحدود، والدعوة و/أو الانضمام من مستخدمين آخرين خارج المجموعة، شبكات فرعية داخل خدمة الشبكة الاجتماعية الأكبر والأكثر تنوعًا. تدير المجموعات، على غرار القوائم البريدية الإلكترونية، أصحابها أو المشرفون أو المديرون، الذين يمكنهم تحرير المشاركات في خيوط المناقشة وتنظيم سلوك الأعضاء داخل المجموعة. ومع ذلك، على عكس المنتديات التقليدية على الإنترنت والقوائم البريدية، تتيح المجموعات في خدمات الشبكات الاجتماعية لأصحاب المجموعات والمشرفين على حد سواء مشاركة بيانات اعتماد الحساب بين المجموعات دون الحاجة إلى تسجيل الدخول إلى كل مجموعة على حدة.

## خلفية تاريخية
نتج عن ظهور شبكة الويب العالمية توسع في أنواع طرق الاتصال على الإنترنت، والتي اقتصر الكثير منها في الثمانينيات على المناقشة في مجموعات الأخبار ونظام لوحة البيانات وغرف الدردشة.في حين أن الارتفاع الأولي للاتصالات الجماهيرية القائمة على الويب حدث في شكل منتديات الإنترنت المبكرة في منتصف التسعينيات، إلا أن بعض الخدمات مثل مجموعات إم إس إن وياهو كانت المجموعات الإلكترونية رائدة في الجمع بين أرشيفات القوائم البريدية على شبكة الإنترنت مع ملفات تعريف المستخدمين؛ وبحلول عام 2000، تضاعفت هذه الخدمات كقوائم بريدية كاملة ومنتديات الإنترنت، مما أتاح للمستخدمين إنشاء مجموعة كبيرة ومتنوعة للغاية من وسائط المناقشة والشبكات مع المتطلبات المتنوعة نسبيًا من التعقيد. تضمنت الميزات الإضافية غرف الدردشة (غالبًا ما تكون مستندة إلى لغة جافا) ومعارض الصور والفيديو والتقويمات الجماعية.
بدأت موجة ثانية من الشبكات الاجتماعية، التي كانت أقل اعتمادًا على ميزات قوائم البريد الإلكتروني وأكثر اعتمادًا على ميزات منتديات الإنترنت، بدأت في أوائل إلى منتصف العقد الأول من القرن الحالي، في شكل خدمات مثل لايف جورنال وفريندستير وماي سبيس وفيسبوك. استمرت هذه الخدمات في تطور المجموعة الإلكترونية المستندة إلى الويب كوسيلة للمناقشة والتنظيم. وفي أواخر العقد الأول من القرن الحالي، قدمت خدمات مثل يأمر ومايكروموبز تقدمًا إضافيًا في الاتصالات المتعلقة بالمجموعات الإلكترونية عن طريق الاستفادة من تدفقات النشاط بنمط التدوين المصغر.

## في العوالم الافتراضية
في سكند لايف، تتمحور المجموعات في المحادثات غير المتزامنة [الإنجليزية] بشكل أقل (وبالتالي، لا توجد ميزة مؤتمرات غير متزامنة مدمجة في شبكة سكند لايف حتى عام 2009) والاهتمام المشترك، وتتمحور أكثر حول صيانة موقع جغرافي معين داخل الشبكة. وغالبًا ما تنشئ مثل هذه المجموعات من قبل أصحاب المناطق مثل المباني والأراضي أو الجزر الكاملة لتلبية احتياجات الزوار والزبائن الأكثر تكرارًا للمناطق. ومع القدرات المحدودة للرسائل غير المتزامنة في سكند لايف، تعد المجموعات أيضًا وسيلة لإرسال إعلانات بريدية جماعية ذات صلة بالمجموعة، ولكنها لا تمتلك القدرة الكاملة على استضافة مناقشات أو تداول رسائل الإعلانات هذه.

## أهمية مجموعات التواصل الاجتماعي عبر الإنترنت
قبل أن يمدّ الناس دوائرهم الاجتماعية على الإنترنت، كانت لديهم دوائر صغيرة. وكانت تشمل الشبكات التي تمكنوا من الوصول إليها من المناطق الريفية أو القرى، مثل العائلة والأصدقاء والجيران، والمجموعات المجتمعية مثل الكنائس. وكانت هذه الشبكات تمثل شبكة الأمان الاجتماعية لدعم الأفراد.
منذ أن نقلنا جزءًا كبيرًا من حياتنا الاجتماعية إلى الإنترنت، أصبحت مجموعات الشبكات الاجتماعية عبر الإنترنت وسيلة للحفاظ على هيكل في الحياة الاجتماعية. وتتكون الشبكات عبر الإنترنت من مجموعات من الأشخاص، تربط نفسها ببعضها البعض على شبكة الويب العالمية. لنتمكن من ترتيب وتنظيم العديد من الدوائر والمجموعات التي ننتمي إليها، نستخدم المجموعات الإلكترونية لمساعدتنا في ترتيب وفهم جميع جهات الاتصال لدينا. وهذا الفهم المنطقي ينبع من داخلنا، حيث نقوم بتصنيف الأشخاص ووضعهم في أقسام أو تصنيفات مختلفة لنفهم ونحاول فهم علاقاتنا بالأشخاص من حولنا. بالتالي، تمكّننا مجموعات التواصل الاجتماعي الإلكترونية من القيام بنفس العملية عبر الإنترنت. الشبكات الاجتماعية على الإنترنت لها تأثير كبير على حياة الناس. حيث أن ثورة الشبكات الاجتماعية قدمت للأشخاص علاقات أكثر تنوعًا وروابطًا فضفاضة، وخلقت بالتالي فرصًا وضغوطًا. وعلاوة على ذلك، قامت ثورة الإنترنت بتحويل نقطة الاتصال من المنزل إلى الفرد، وبالإضافة إلى ذلك، تواصل الناس بشكل مستمر مع بعضهم البعض بسبب ثورة الهواتف المحمولة. وبشكل عام، خلقت الثورات المذكورة نظام تشغيل اجتماعي جديد يُعرف بـ الفردية المتصلة بالشبكة، حيث يمكن وصف الطريقة التي يتصل بها الناس ويتواصلون ويتبادلون المعلومات حاليًا على أنها نوع من أنظمة التشغيل بسبب التشابه بين هيكل الأنظمة الحاسوبية والفردية المتصلة بالشبكة التي اتخذت شكلًا في المجتمع. وتتألف هذه الهياكل من قواعد غير مكتوبة وقيود وفرص وقواعد وأنماط سلوكية، والتي تظهر بوضوح لأولئك الذين يشاركون في شبكة معينة.

## المخاوف
تشير بعض الأبحاث إلى أن الأخبار الزائفة تتسلل إلى الشبكات الاجتماعية على الإنترنت. وأفادت دراسة حديثة بأن الأشخاص المعرضون للأخبار الزائفة يعودون عمومًا إلى آرائهم الأصلية حتى بعد اكتشاف أن المعلومات التي حصلوا عليها خاطئة.

## مقالات ذات صلة
- منتدى إنترنت
- ملفين إم ويبر